# Hufnagelerlass
Der Hufnagelerlass ist eine Denkschrift des damaligen Chefs der Heeresleitung, des Generals der Infanterie Hans von Seeckt, vom 5. Dezember 1925 über die zunehmende Bürokratisierung des Geschäftsganges innerhalb der Heeresleitung.

## Inhalt
In dem Memorandum beschrieb von Seeckt ironisch überspitzt den bürokratischen Aufwand zur Einführung eines neuen Hufnagels in der Reichswehr. Abschließend rief er die verantwortlichen Kommandeure dazu auf, beim Abbau der Bürokratie mitzuarbeiten.

„Der Geschäftsgang der Heeresleitung fängt an, mir zu schleppend und zeitraubend zu werden. Ich schiebe diese Verzögerung gewiß nicht auf einen Mangel an Fleiß, sondern im Gegenteil auf ein Überhandnehmen bürokratischer Sitten. Vor allem fürchte ich eine Ressorteitelkeit, die nicht zuläßt, dass mir die neue Form eines Hufnagels vorgeschlagen wird, ehe nicht T1, 2, 3, 4, V.A., J.W.G., In 1 - 7, Rechtsabteilung und Friedenskommission ihr schriftliches Votum abgegeben haben und Meinungsverschiedenheiten durch eine Besprechung der Referenten ausgeglichen sind. Ich fürchte aber noch mehr, dass über diesen Hufnagel sowohl von Seiten der Abteilungen wie der Inspektionen einzeln alle Truppenteile befragt worden sind. Wenn mir dann der Hufnagel zur Entscheidung mit allseitiger Zustimmung von der allein maßgebenden Veterinär-Inspektion vorgelegt wird, dann sind entweder inzwischen 100 Pferde unnötig lahm geworden, oder es bleibt bei dem alten bewährten Hufnagel und Ministerium und Truppe haben umsonst gearbeitet.
Ich ersuche alle Stellen der Heeresleitung, diesen Hufnagel als Symbol aufzufassen und mir zu helfen, dass uns eine bürokratische Schwerfälligkeit fern bleibt, die sich mit dem Soldatenstand nicht verträgt.“

## Aktualität
Auch in der Bundesrepublik diente der Hufnagelerlass als Beispiel für eine überbordende, den Dienstbetrieb hemmende Bürokratie. Die Information für die Truppe, eine vom Bundesministerium der Verteidigung (BMVg) verantwortete Zeitschrift für die politische Bildung in der Bundeswehr, druckte den Erlass 1982 mit dem Vermerk ab, er sei „[i]mmer noch aktuell“.
Ob den Beteiligten die Ironie bewusst war, die in einer Bürokratiekritik lag, die ausgerechnet in einer Zeitschrift des Verteidigungsministeriums geäußert wurde, wird sich kaum ermitteln lassen. Jedenfalls stand das Ministerium selbst in den Augen zahlreicher Truppenoffiziere der Bundeswehr für jenen Ort, an dem ständig neue Regelungen ersonnen wurden, die den Dienstbetrieb hemmten.